# Herzogskasten (Ingolstadt)

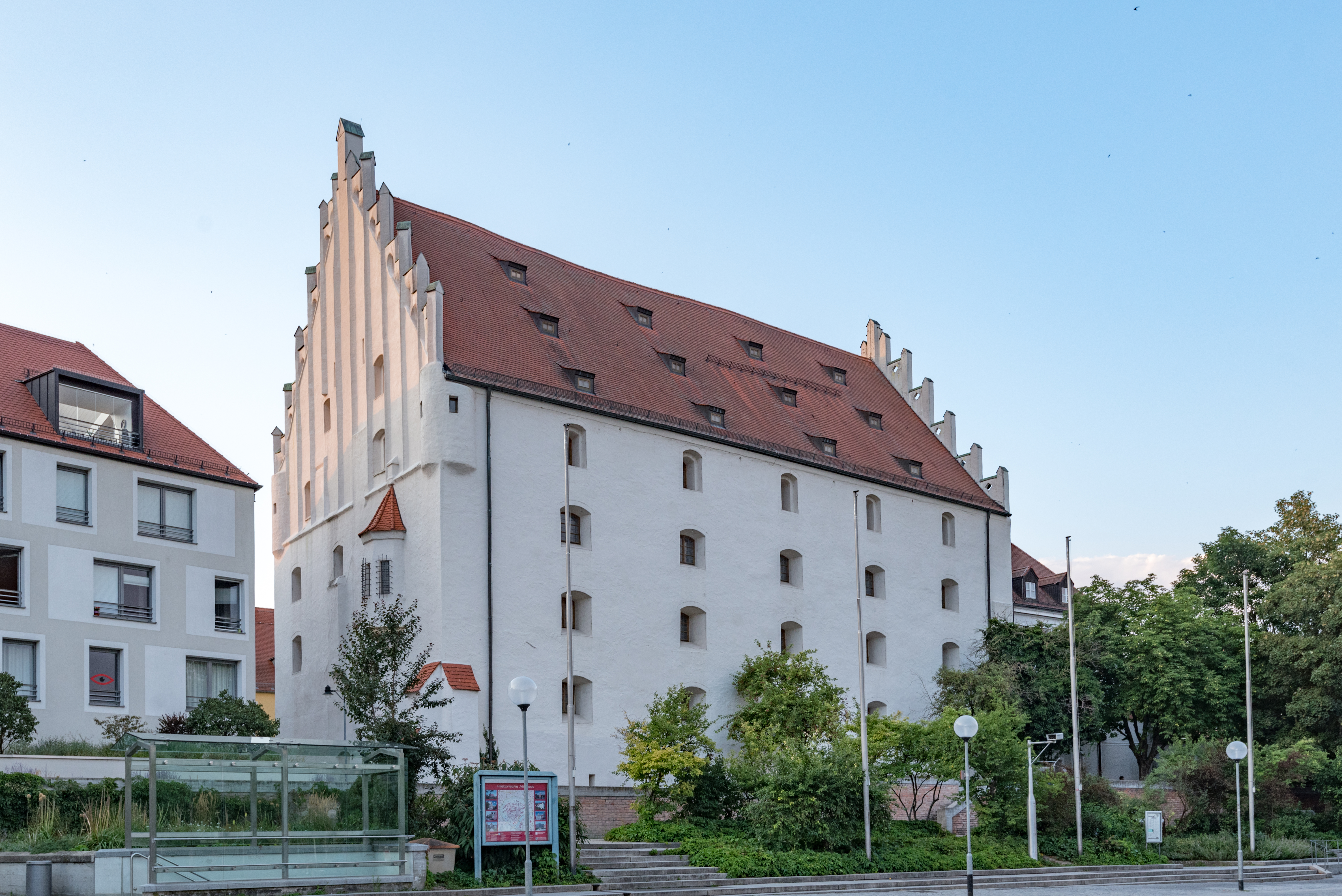
Der Herzogskasten vom Viktualienmarkt aus gesehen

Der Herzogskasten in Ingolstadt, auch Altes Schloss genannt, ist ein gotischer Profanbau aus dem 13. Jahrhundert und beherbergt heute die Stadtbücherei. Die Anlage ist unter der Aktennummer D-1-61-000-156 als denkmalgeschütztes Baudenkmal von Ingolstadt verzeichnet. Ebenso wird sie als Bodendenkmal unter der Aktennummer D-1-7234-0544 im Bayernatlas als „untertägige Fundamente von Vorgängerbauten des sogen. Herzogskasten (Alte Veste) des Mittelalters“ geführt.

## Geschichte
Der Herzogskasten wurde um 1255 im Auftrag Ludwigs des Strengen als Pfalz in Ingolstadt erbaut und ist damit das älteste noch erhaltene nicht-kirchliche Gebäude der Stadt. Er war ursprünglich Teil einer weiträumigeren Anlage mit mehreren Nebengebäuden um einen Hof herum.
Östlich angebaut befindet sich ein runder Stadtmauerturm, ebenfalls aus dem 13. Jahrhundert. Die mit Lisenen gegliederten Treppengiebel auf den Stirnseiten wurden wohl erst im 14. Jahrhundert hinzugefügt. Als Baumaterial für das heute insgesamt acht Stockwerke umfassende Gebäude dienten Bruch- und Backsteine. Ursprünglich besaß es eine andere Geschosseinteilung und eine entsprechende Fensterverteilung. Das Chörlein auf der westlichen Schmalseite der Burg zeigt an, wo sich einst die Schlosskapelle befand. Bei seiner Fertigstellung lag der Herzogskasten als zusätzliche Befestigung am südöstlichen Ende der rechteckigen, ersten Stadtmauer, die im Süden an die Schutter grenzte. Das Gebäude diente im Gegensatz zu den gleichnamigen, kleineren Gebäuden in Abensberg und Kelheim anfangs nicht als Kornspeicher, sondern war bis zur Fertigstellung des Neuen Schlosses im 15. Jahrhundert der Palas (Wohnbau) der Residenz für die Ingolstädter Herzöge und ihre Nachfolger. Der Umbau zum Getreidespeicher erfolgte wohl erst Ende des 17. Jahrhunderts.

## Heutige Nutzung

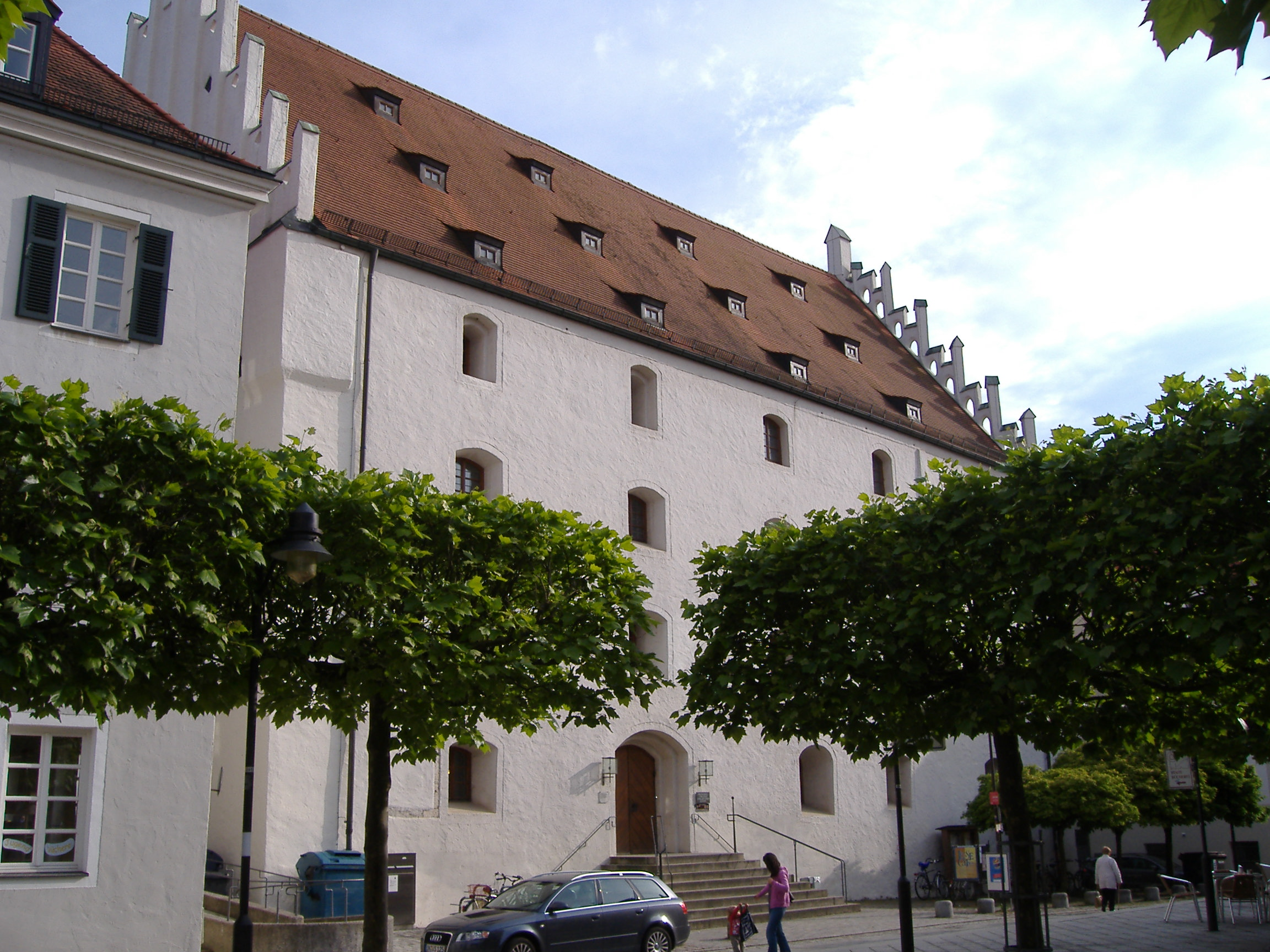
Eingang der Stadtbücherei vom Carraraplatz aus

Seit 1974 ist das Alte Schloss nach seiner Renovierung für die Öffentlichkeit zugänglich. Nachdem die Stadt Ingolstadt das Gebäude von der Bäko zurückkaufte, befindet sich hier seit 1981 die Ingolstädter Stadtbücherei, die sowohl nach dem Gebäude als auch nach der Ingolstädter Schriftstellerin Marieluise Fleißer benannt wird = Marieluise-Fleißer-Bücherei im Herzogskasten. Die Architekten Alexander Freiherr von Branca, Florian Brand und Ernst Falkner bauten in den Jahren von 1978 bis 1980 den Herzogskasten zur Stadtbücherei um; dabei wurden Betonkassettendecken, hölzerne Galerien und neue Beton-Tonnendecken im Untergeschoss eingebaut. Die Hauptstelle dient als Bindeglied zwischen den Zweigstellen Schul- und Stadtteilbücherei Südwest (Schulzentrum Ochsenschlacht), dem Bücherbus und der Schulmedienzentrale (SMZ) am Brückenkopf. Zudem unterhält das Stadttheater Ingolstadt ein Studio im Herzogskasten. Von 1989 bis 1998 beherbergte das Alte Schloss auch das städtische Spielzeugmuseum, das sich nun im Stadtmuseum befindet.
Ausstellungen
- 1985: Retrospektive, Alois Schölß
- 1994: Klaus W. Sporer[2]
- 1996: Künstler sehen Jurahäuser, Michael Schölß[3]

Im Jahr 2006 wurde das direkt an den Herzogskasten angebaute "Dehner-Haus" abgerissen und durch einen Neubau ersetzt, der nicht mehr an das Alte Schloss angebaut ist.